# Зик (Холштајн)
Зик (њем. Siek) општина је у њемачкој савезној држави Шлезвиг-Холштајн. Једно је од 55 општинских средишта округа Штормарн. Према процјени из 2010. у општини је живјело 2.037 становника. Посједује регионалну шифру (AGS) 1062069.

## Географски и демографски подаци
Зик се налази у савезној држави Шлезвиг-Холштајн у округу Штормарн. Општина се налази на надморској висини од 57 метара. Површина општине износи 12,5 km². У самом мјесту је, према процјени из 2010. године, живјело 2.037 становника. Просјечна густина становништва износи 163 становника/km².